# Wolof (Sprache)

Hauptverbreitungsgebiet des Wolof im Senegal und Gambia

Wolof [wɔlɔf] ist eine Sprache der Wolof aus dem nördlichen Zweig der westatlantischen Sprachfamilie, einer Untergruppe der Niger-Kongo-Sprachen. Die am nächsten verwandten Sprachen sind Fulfulde und Serer.
Wolof wird überwiegend in Senegal gesprochen. Etwa 80 % der Senegalesen beherrschen die Sprache und machen Wolof zur faktischen Umgangssprache des Landes. Daneben wird Wolof auch noch in den benachbarten Ländern Gambia und Mauretanien gesprochen.

## Schreibweise
In der älteren französischsprachigen Literatur findet man auch noch die Schreibweise „Ouolof“ statt „Wolof“. In einigen englischsprachigen Publikationen, vor allem solchen, die sich auf das gambische Wolof beziehen, findet man auch die Schreibweise „Wollof“, weil diese Schreibweise bei englischen Muttersprachlern eher zur korrekten Aussprache des Wortes führt. In Publikationen des 19. Jahrhunderts und davor kann man auch den Schreibweisen „Volof“ oder „Olof“ begegnen. Sehr selten kommen auch noch die Schreibweisen „Jolof“, „Jollof“ und „Dyolof“ vor. – Der Begriff Wolof wird sowohl für das Volk als auch für die Sprache der Wolof und für Dinge und Gegebenheiten aus ihrer Kultur und Tradition benutzt.

## Sprachverbreitung und Nachbarschaft
Etwa 40 Prozent der Senegalesen (ca. 3,2 Millionen Menschen) sprechen Wolof als Muttersprache. Etwa weitere 40 Prozent der Senegalesen sprechen Wolof als Zweitsprache. In der Region von Dakar bis Saint-Louis sowie westlich und südlich von Kaolack wird Wolof vom überwiegenden Teil der Bevölkerung gesprochen. Im östlichen Senegal und im Landesteil südlich von Gambia (Casamance, Bassari-Land) sprechen nur wenige Wolof, wobei die Situation in den großen Städten wie etwa Ziguinchor wieder eine andere ist: Dort ist Wolof die meistgenutzte Umgangssprache, besonders unter jungen Leuten, ist dort aber noch stärker als im Norden von Wörtern und Floskeln durchsetzt, die aus dem Französischen stammen. Letzteres ist die offizielle Amtssprache für den gesamten Senegal; jedoch wird Wolof neben Serer, Diola, Malinke, Pulaar und Soninké als „Nationalsprache“ gewürdigt.
In Gambia sprechen etwa 15 Prozent der Bevölkerung (ca. 200.000 Menschen) Wolof. Amtssprache in Gambia ist Englisch. Die dominierenden Sprachen Gambias, Mandinka (40 %), Wolof (15 %) und Ful (15 %), werden aber ebenfalls als offizielle Sprachen akzeptiert. In Gambias Hauptstadt Banjul ist etwa jeder zweite Wolof.
In Mauretanien sprechen etwa 7 Prozent der Bevölkerung (ca. 185.000 Menschen) Wolof. Der Sprachgebrauch ist dort nur in der südlichen Küstenregion zu finden. Amtssprache in Mauretanien ist Arabisch, wichtigste Verkehrssprache Französisch.

## Orthografie und Aussprache
Wolof wurde seit dem 11. Jahrhundert, seit Beginn der Islamisierung, zunächst in arabischen Buchstaben geschrieben. Zahlreiche Gedichte und religiöse Schriften sind in arabischer Schrift überliefert, und sie ist noch im muslimischen Kontext in Gebrauch.
In der Regel wird Wolof jedoch mit den Buchstaben des lateinischen Alphabets geschrieben. Hierfür wurde vom Sprachinstitut Centre de linguistique appliquée de Dakar (CLAD) eine Standard-Orthographie entwickelt, die seit den 1970er Jahren offiziell ist. Zuletzt wurde sie 2005 von staatlicher Seite erneut bestätigt. Allerdings findet man im alltäglichen Gebrauch auch immer wieder an die französische Rechtschreibung angelehnte Schreibweisen. So konnte man beispielsweise schon auf einem Werbeplakat lesen: Thiafka bou mat seuk „Vollendeter Geschmack“, was in offizieller Orthographie eigentlich Cafka bu mat sëkk hätte sein müssen.
Die Aussprache der Buchstaben entspricht im Allgemeinen denen der deutschen Lautwerte. Das r wird aber nicht wie im Deutschen oder Französischen als Rachen-R, sondern als Zungenspitzen-R gesprochen, ähnlich wie im Italienischen oder Spanischen. Der Buchstabe x wird wie die deutsche Buchstabenkombination ch in Bach ausgesprochen.
Wolof benutzt für die Vokale zusätzlich diakritische Zeichen um anzuzeigen, ob es sich um einen offenen oder geschlossenen Vokal handelt. Beispiel: o ist offen wie im deutschen Wort offen, ó ist geschlossen wie im deutschen Wort Ofen.
Einzelvokale werden kurz, Doppelvokale lang ausgesprochen. Beispiel: o ist kurz wie im deutschen offen, oo ist lang wie das a im englischen call. Wenn ein geschlossener Vokal lang ist, wird das diakritische Zeichen nur über den ersten Vokal gesetzt, also óo, aber einige Quellen weichen von diesem CLAD-Standard ab und schreiben óó.
Der sehr häufige Buchstabe ë wird wie das deutsche e in Schatten, wie das französische e in le oder wie der englische unbetonte Artikel a ausgesprochen ([ə] = Schwa).

## Grammatik

### Besonderheiten der Sprache Wolof

#### Pronomen-Konjugation statt Verb-Konjugation
Wenngleich auch die Verben im Wolof nicht flexionslos sind, sondern ihnen Suffixe ganz unterschiedlicher Funktion angehängt werden können, spielen sich große Teile der Konjugation im Wolof eher im Bereich der Personalpronomina ab: Die verschiedenen Formen der Pronomina (s. u.) bringen jeweils unterschiedliche Satzteile in den Fokus und nuancieren dabei teilweise auch Tempus und Aspekt (vgl. hierzu vor allem den Kontrast von naa und dama). Insbesondere verbinden sie sich auch mit anderen Elementen wie dem Hilfsverb di „sein/werden“, welches den unvollendeten Aspekt markiert, oder der Form „a ngi“, die unmittelbares Erleben markiert, zu untrennbaren Einheiten. Die resultierenden Formen werden auch Temporal-Pronomina genannt.
Beispiel: Das Verb dem heißt „gehen“; das Temporal-Pronomen maa ngi (aus man „ich“ + a ngi „gerade im Moment (erlebbar)“) bedeutet „ich, hier und jetzt“; das Temporal-Pronomen dinaa (aus di „sein/werden“ + naa „ich“) bedeutet „ich werde (in Zukunft)“. Damit können nun folgende Sätze gebildet werden: Maa ngi dem. „Ich gehe gerade/jetzt.“ – Dinaa dem. „Ich werde (in Zukunft) gehen.“

#### Konjugation nach Aspekten statt nach Zeiten
Im Wolof spielen Zeiten wie Präsens (Gegenwart), Präteritum (Vergangenheit) und Futur (Zukunft) eine untergeordnete Rolle. Dagegen ist der Aspekt einer Handlung aus Sicht des Sprechers von entscheidender Bedeutung. Der wichtigste Aspekt ist, ob eine Handlung aus Sicht des Sprechers abgeschlossen oder noch nicht abgeschlossen ist, unabhängig davon, ob sie in der Gegenwart, Vergangenheit oder Zukunft stattfindet. Andere Aspekte sind, ob eine Handlung regelmäßig stattfindet, ob eine Handlung ganz bestimmt eintritt bzw. eingetreten ist, ob eine Handlung mehr das Subjekt, Prädikat oder Objekt eines Satzes betonen möchte etc. Folglich wird also nicht nach Zeiten, sondern nach Aspekten konjugiert. Dennoch hat sich für die zu konjugierenden Personalpronomen der Begriff Temporalpronomen (Zeit-Fürwörter) eingebürgert; passender wäre wohl die Bezeichnung Aspektpronomen.
Beispiel: Das Verb dem heißt „gehen“; das Temporalpronomen naa bedeutet „ich bin/habe bereits“; das Temporal-Pronomen dinaa bedeutet „ich werde in Zukunft“; das Temporal-Pronomen damay (aus dama + di) bedeutet häufig „ich bin/tue regelmäßig“, aber auch „ich werde gleich“. Damit können nun folgende Sätze gebildet werden: Dem naa. „Ich bin bereits gegangen.“ – Dinaa dem. „Ich werde (in Zukunft) gehen.“ – Damay dem. „Ich gehe regelmäßig/üblicherweise/normalerweise.“  bzw. „ich gehe gleich“.
Möchte man unbedingt ausdrücken, dass eine Handlung in der Vergangenheit stattfand, so geschieht das nicht durch Konjugation der Temporalpronomen, sondern durch Anfügen des Suffixes -(w)oon an das Verb bzw. erste Hilfsverb. Beim Hilfsverb di ergibt dies dann die Form doon. (Das Temporalpronomen liegt dabei, je nach betrachtetem Aspekt, bereits in konjugierter Form vor.)
Beispiele: Demoon naa Ndakaaru. „Ich war (bereits) nach Dakar gegangen.“ Dama doon dem Ndakaaru. „Ich ging nach Dakar.“

#### Aktionsverben versus Zustandsverben und Adjektive
Im Wolof unterscheidet man Aktionsverben von Zustandsverben. Aktionsverben drücken Tätigkeiten oder Aktivitäten aus; Zustandsverben beschreiben Zustände oder Eigenschaften. Beispiel: dem „gehen“ ist Aktionsverb; baax „gut sein“ ist Zustandsverb.
Diese Unterscheidung spielt im Wolof deshalb eine dominante Rolle, weil die passende Übersetzung der Temporal-Pronomen häufig davon abhängt, ob sie mit einem Aktionsverb oder mit einem Zustandsverb benutzt werden: Bei ersterem entspricht der vollendete Aspekt eher unserem Perfekt oder Plusquamperfekt und der unvollendete unserem Präsens oder Präteritum, während bei letzterem bereits der vollendete Aspekt in der Regel mit einer Form im Präsens oder Präteritum übersetzt werden muss. Manche Temporal-Pronomen treten vorwiegend mit einer Verbart zusammen auf; beispielsweise wird das Temporal-Pronomen maa ngi „ich, hier und jetzt“ selten zusammen mit einem Zustandsverb verwendet.
Manche Verben können sowohl Aktionsverb als auch Zustandsverb sein, abhängig vom Kontext, in dem sie stehen. Beispiel: toog in der Bedeutung „sich hinsetzen“ ist Aktionsverb, in der Bedeutung „sitzen/(hin)gesetzt“ Zustandsverb.
Strenggenommen gibt es im Wolof keine Adjektive (Eigenschaftswörter): diese Rolle wird nämlich durch die Zustandsverben übernommen. Beispiel: baax hat als Zustandsverb die Bedeutung „gut sein“ und wird an den Stellen verwandt, wo wir das Adjektiv „gut“ gebrauchen würden. So heißt beispielsweise baax na „es/das ist gut“ und nit ku baax entspricht unserem „guter Mensch“, müsste man ganz wörtlich jedoch mit: „Mensch, der gut ist“ übersetzen.

#### Konsonanten-Harmonie – Harmonie der Mitlaute
Der Anfangskonsonant einiger Wörter richtet sich nach dem Anfangskonsonanten des vorhergehenden Wortes.
Beispiel: Der bestimmte Artikel „der/die/das (hier)“ hat im Singular folgende verschiedene Formen: bi, gi, ji, mi, si, wi, li, ki. Welche Form verwendet wird, hängt häufig vom Anfangskonsonanten des vorausgehenden Wortes ab, beispielsweise heißt es bunt bi „die Tür“, aber kër gi „das Haus/der Hof“.
Strenggenommen ist diese Formenvielfalt das Überbleibsel einer Klasseneinteilung, wie sie für viele afrikanische Sprachen (insbesondere für die Bantusprachen, zu denen Wolof jedoch nicht gehört) üblich ist; hierbei wird die Welt der Substantive in verschiedene Nominalklassen eingeteilt, z. B. in belebte Dinge, unbelebte Dinge, Gebrauchsgegenstände usw.
Auch im Wolof hat sich diese Klasseneinteilung an manchen Stellen gehalten. In diesen Fällen ist dann auch keine Konsonanten-Harmonie mehr zu erkennen, sondern die verschiedenen Artikel bewirken eine Bedeutungsveränderung. So haben Bäume beispielsweise in der Regel den Artikel gi, deren Früchte jedoch den Artikel bi: mango gi „der Mangobaum“ vs. mango bi „die Mango“. Und auch das Diminutiv (Verniedlichung) wird unter anderem durch Artikelveränderung gebildet: jëkkër ji „Ehemann“ vs. njëkkër si „Ehemännchen“ (i. d. R. negativ).

#### Fehlendes Genus (Geschlecht)
Grammatikalisch unterscheidet Wolof nicht zwischen maskulin (männlich), feminin (weiblich) und neutrum (sächlich). Beispiel: bi kann je nach Übersetzung „der“, „die“ oder „das“ bedeuten. Mu ngi dem kann je nach Übersetzung „er geht“, „sie geht“ oder „es geht“ bedeuten. Allerdings erfüllt die im vorherigen Abschnitt behandelte Artikelvielfalt/Klasseneinteilung zum Teil ähnliche Funktionen wie bei uns das grammatische Geschlecht.

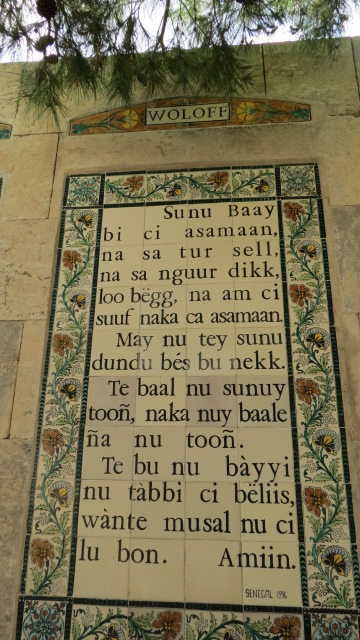
Das Vaterunser auf Wolof in der Paternosterkirche zu Jerusalem

#### Fünfer-Zahlensystem
Das Wolof-Zahlensystem ist auf der Basis der Zahlen „5“ und „10“ aufgebaut. Beispiel: benn „eins“, juróom „fünf“, juróom-benn „sechs“, fukk „zehn“, fukk ak juróom-benn „sechzehn“.

### Numeralia (Zahlwörter)

#### Kardinalzahlen (Grundzahlen)
Das Wolof-Zahlensystem ist auf der Basis der Zahlen „5“ und „10“ aufgebaut.
| 0       | tus / neen / zéro (französisch) / sero / dara („nichts“)          |
| 1       | benn                                                              |
| 2       | ñaar/yaar                                                         |
| 3       | ñett/ñatt/yett/yatt                                               |
| 4       | ñeent/ñenent                                                      |
| 5       | juróom                                                            |
| 6       | juróom-benn                                                       |
| 7       | juróom-ñaar                                                       |
| 8       | juróom-ñett                                                       |
| 9       | juróom-ñeent                                                      |
| 10      | fukk                                                              |
| 11      | fukk ak benn                                                      |
| 12      | fukk ak naar                                                      |
| 13      | fukk ak ñett                                                      |
| 14      | fukk ak ñeent                                                     |
| 15      | fukk ak juróom                                                    |
| 16      | fukk ak juróom-benn                                               |
| 17      | fukk ak juróom-ñaar                                               |
| 18      | fukk ak juróom-ñett                                               |
| 19      | fukk ak juróom-ñeent                                              |
| 20      | ñaar-fukk                                                         |
| 26      | ñaar-fukk ak juróom-benn                                          |
| 30      | ñett-fukk / fanweer                                               |
| 40      | ñeent-fukk                                                        |
| 50      | juróom-fukk                                                       |
| 60      | juróom-benn-fukk                                                  |
| 66      | juróom-benn-fukk ak juróom-benn                                   |
| 70      | juróom-ñaar-fukk                                                  |
| 80      | juróom-ñett-fukk                                                  |
| 90      | juróom-ñeent-fukk                                                 |
| 100     | téeméer                                                           |
| 101     | téeméer ak benn                                                   |
| 106     | téeméer ak juróom-benn                                            |
| 110     | téeméer ak fukk                                                   |
| 200     | ñaar téeméer                                                      |
| 300     | ñett téeméer                                                      |
| 400     | ñeent téeméer                                                     |
| 500     | juróom téeméer                                                    |
| 600     | juróom-benn téeméer                                               |
| 700     | juróom-ñaar téeméer                                               |
| 800     | juróom-ñett téeméer                                               |
| 900     | juróom-ñeent téeméer                                              |
| 1000    | junni/junne                                                       |
| 1100    | junni ak téeméer                                                  |
| 1600    | junni ak juróom-benn téeméer                                      |
| 1945    | junni ak juróom-ñeent téeméer ak ñeent-fukk ak juróom             |
| 1969    | junni ak juróom-ñeent téeméer ak juróom-benn-fukk ak juróom-ñeent |
| 2000    | ñaar junni                                                        |
| 3000    | ñett junni                                                        |
| 4000    | ñeent junni                                                       |
| 5000    | juróom junni                                                      |
| 6000    | juróom-benn junni                                                 |
| 7000    | juróom-ñaar junni                                                 |
| 8000    | juróom-ñett junni                                                 |
| 9000    | juróom-ñeent junni                                                |
| 10000   | fukk junni                                                        |
| 100000  | téeméer junni                                                     |
| 1000000 | tamndareet/million                                                |

### Temporal-Pronomen (Zeit-Fürwörter)

#### Konjugation der Temporalpronomen
|                                  | Situativ (Präsentativ) | Situativ (Präsentativ) | Terminativ | Terminativ          | Objektiv  | Objektiv    | Prozessiv (Explikativ) | Prozessiv (Explikativ) | Subjektiv | Subjektiv   | Neutral   | Neutral     |
|                                  | Perfektiv              | Imperfektiv            | Perfektiv  | Imperfektiv         | Perfektiv | Imperfektiv | Perfektiv              | Imperfektiv            | Perfektiv | Imperfektiv | Perfektiv | Imperfektiv |
| 1. Person Singular („ich“)       | maa ngi                | maa ngiy               | naa        | dinaa, dinaay       | laa       | laay        | dama                   | damay                  | maa       | maay        | ma        | may         |
| 2. Person Singular („du/Sie“)    | yaa ngi                | yaa ngiy               | nga        | dinga, dingay       | nga       | ngay        | danga                  | dangay                 | yaa       | yaay        | nga       | ngay        |
| 3. Person Singular („er/sie/es“) | mu ngi                 | mu ngiy                | na         | dina, dinay         | la        | lay         | dafa                   | dafay                  | moo       | mooy        | mu        | muy         |
| 1. Person Plural („wir“)         | nu ngi                 | nu ngiy                | nanu       | dinanu, dinanuy     | lanu      | lanuy       | danu                   | danuy                  | noo       | nooy        | nu        | nuy         |
| 2. Person Plural („ihr“)         | yeena ngi              | yeena ngiy             | ngeen      | dingeen, dingeen di | ngeen     | ngeen di    | dangeen                | dangeen di             | yeena     | yeenay      | ngeen     | ngeen di    |
| 3. Person Plural („sie“)         | ñu ngi                 | ñu ngiy                | nañu       | dinañu, dinañuy     | lañu      | lañuy       | dañu                   | dañuy                  | ñoo       | ñooy        | ñu        | ñuy         |

## Wörter des Grundwortschatzes
| Wortbedeutung | Wolof      | Wortbedeutung | Wolof           |
| ------------- | ---------- | ------------- | --------------- |
| ich           | man        | groß          | réy, mag        |
| du            | yow        | klein         | tuuti, ndaw     |
| er/sie/es     | moom       | essen         | lekk            |
| wir           | ñun        | trinken       | naan            |
| ihr           | yeen       | schlafen      | nelaw           |
| sie (Plural)  | ñoom       | sterben       | dee             |
| wer?          | kan        | gehen         | dox, dem        |
| was?          | lan        | kommen        | ñów/ñëw         |
| Mensch        | nit        | geben         | may, jox        |
| Mann          | góor       | nehmen        | jël             |
| Frau          | jigéen     | sprechen      | wax             |
| Kopf          | bopp       | lieben        | nob, sopp, bëgg |
| Auge          | bët        | schnell gehen | waaxu           |
| Ohr           | nopp       | singen        | woy             |
| Nase          | bàkkan     | Müll          | mbalit          |
| Mund          | gémmiñ     | Flugzeug      | fafalnaaw       |
| Zahn          | bëñ        | helfen        | dimbali         |
| Zunge         | làmmiñ     | Baum          | garab           |
| Herz          | xol        | Medikamente   | garab           |
| Hand          | loxo       | warm/heiß     | tàng            |
| Fuß           | tank       | kalt          | sedd            |
| Wasser        | ndox       | Wind          | ngelaw          |
| Feuer         | safara     | Rauch         | saxar           |
| Sonne         | jant, naaj | rauchen       | tux             |
| Mond          | weer       | schwer hören  | tëx             |

## Die wichtigsten Ausdrücke
| Wolof                                                    | Deutsch                                                  | Wort-für-Wort-Übersetzung                                        |
| -------------------------------------------------------- | -------------------------------------------------------- | ---------------------------------------------------------------- |
| Salaamaalekum ! Antwort: Maalekum salaam !               | Guten Tag. / Grüß Gott. Antwort: Guten Tag. / Grüß Gott. | (arabisch) Friede sei mit euch Antwort: Und mit euch sei Frieden |
| Nan nga def ? / Naka nga def ? Antwort: Maa ngi fi rekk. | Wie geht es Dir/Ihnen? Antwort: (Danke) Mir geht es gut. | wie du (bereits) machen/tun Antwort: ich hier sein (hier) nur    |
| Ba beneen (yoon).                                        | Auf Wiedersehen.                                         | bis anderes (mal)                                                |
| jërë-jëf                                                 | danke                                                    | –                                                                |
| waaw                                                     | ja                                                       | ja                                                               |
| déedéet                                                  | nein                                                     | nein                                                             |
| Fan la … am ?                                            | Wo gibt es …?                                            | wo es … existieren/haben                                         |
| Fan la fajkat am ?                                       | Wo gibt es einen Arzt?                                   | wo es Heil-Macher existieren/haben                               |
| Fan la … nekk ?                                          | Wo ist …?                                                | wo es … sich befinden                                            |
| Fan la loppitan bi nekk ?                                | Wo ist das Krankenhaus?                                  | wo es Krankenhaus das sich befinden                              |

## Klangbeispiel
Mit dem Lied 7 Seconds, das einen großen kommerziellen Erfolg 1994 in den Hitparaden hatte, kann sich der europäische Zuhörer ein Bild der Sprache machen. Bei dem Duett mit Neneh Cherry und Youssou N’Dour, singt N'Dour die erste Strophe auf Wolof.
| Zitat |
| --- |
| „Boul ma sene, boul ma guiss madi re nga fokni mane Khamouma li neka thi sama souf ak thi guinaw Beugouma kouma khol oaldine yaw li neka si yaw Mo ne si man, li ne si mane moye dilene diapale“ |